# Hammouda Pacha Bey
Ne doit pas être confondu avec Hammouda Pacha.
Hammouda Pacha Bey, mort en 1666, est le second bey de la dynastie tunisienne des Mouradites. Il règne de 1631 à sa mort.

## Règne
Fils de Mourad Bey et d'une odalisque d'origine corse du nom de Yasmine, il se distingue autant par sa fermeté que par sa générosité et sa sollicitude envers le peuple. Durant son règne, il mène plusieurs expéditions contre certaines tribus dissidentes dans le nord-ouest et le sud de la Tunisie afin de maintenir l'ordre et la sécurité. 
Hammouda fait élire Usta Mourad, par la milice turque de Tunis, comme dey en 1637. Celui-ci, ami de son père, est un ancien corsaire dont les sources européennes évaluent les prises à près de 900 navires et plus de 20 000 prisonniers qu'il fait vendre sur le marché aux esclaves de Tunis.
Il obtient du dey de Tunis, Ahmed Khodja Dey, le droit de mettre sur pied un corps de spahis de près de 600 cavaliers ottomans pour sa propre protection ; le commandement en est assuré par l'agha des spahis. De plus, c'est sous son beylicat que l'île de Djerba, qui dépendait du pacha de Tripoli, est définitivement annexée à la régence de Tunis, même si ce sont plutôt les efforts diplomatiques de Youssef Dey qui l'ont permis.
En 1647, au comble de sa puissance, il nomme tous les fonctionnaires et parvient à mettre au pas la milice des janissaires. En 1659, le sultan ottoman le nomme pacha de Tunis. Mais les activités de piraterie gênent les puissances européennes ; la France envoie donc une importante escadre faire une démonstration de force. Hammouda, voulant éviter un conflit, accepte un traité le 25 décembre 1665. Il y est spécifié que la Tunisie reconnaît la prééminence du consul français sur les autres consuls étrangers et lui accorde le droit de commercer où bon lui semble dans toute la Tunisie.

## Réalisations

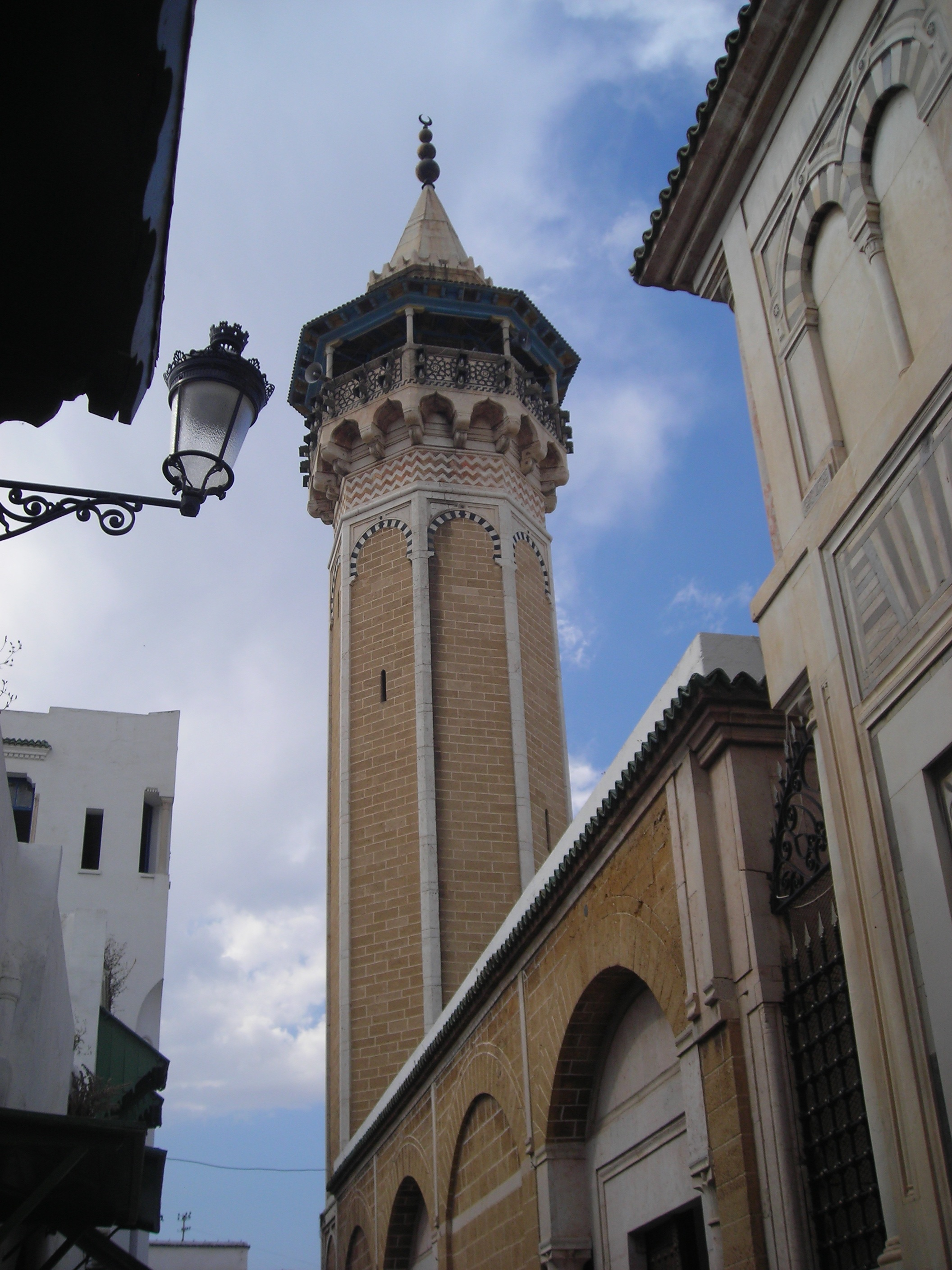
Minaret de la mosquée Hammouda-Pacha.

Souverain bâtisseur, il fait notamment édifier plusieurs souks dans la médina de Tunis ainsi que plusieurs palais dont le Dar Hammouda Pacha et l'ancêtre de l'actuel Dar El Bey. En 1655, il fait construire par des architectes ottomans la mosquée Hammouda-Pacha de style turc et dotée d'un élégant minaret octogonal, au pied duquel il édifie le mausolée de sa famille.
Parmi ses autres réalisations figurent l'édification d'un bimaristan (hôpital) dans la médina de Tunis et la reconstruction, accompagnée d'embellissements, du mausolée de Sidi Sahab (mosquée du Barbier) à Kairouan. Il achète en 1643, au diwan de la milice turque de Tunis, l'ancien palais de plaisance des souverains hafsides, le palais du Bardo.
Composé initialement de trois pavillons qu'il fait restaurer, il l'agrandit par l'ajout de vergers, d'un hammam, d'un café, de souks et d'un foundouk pour les visiteurs. C'est son fils Mourad II Bey qui en fait une résidence princière quasi permanente.

## Mariage et succession

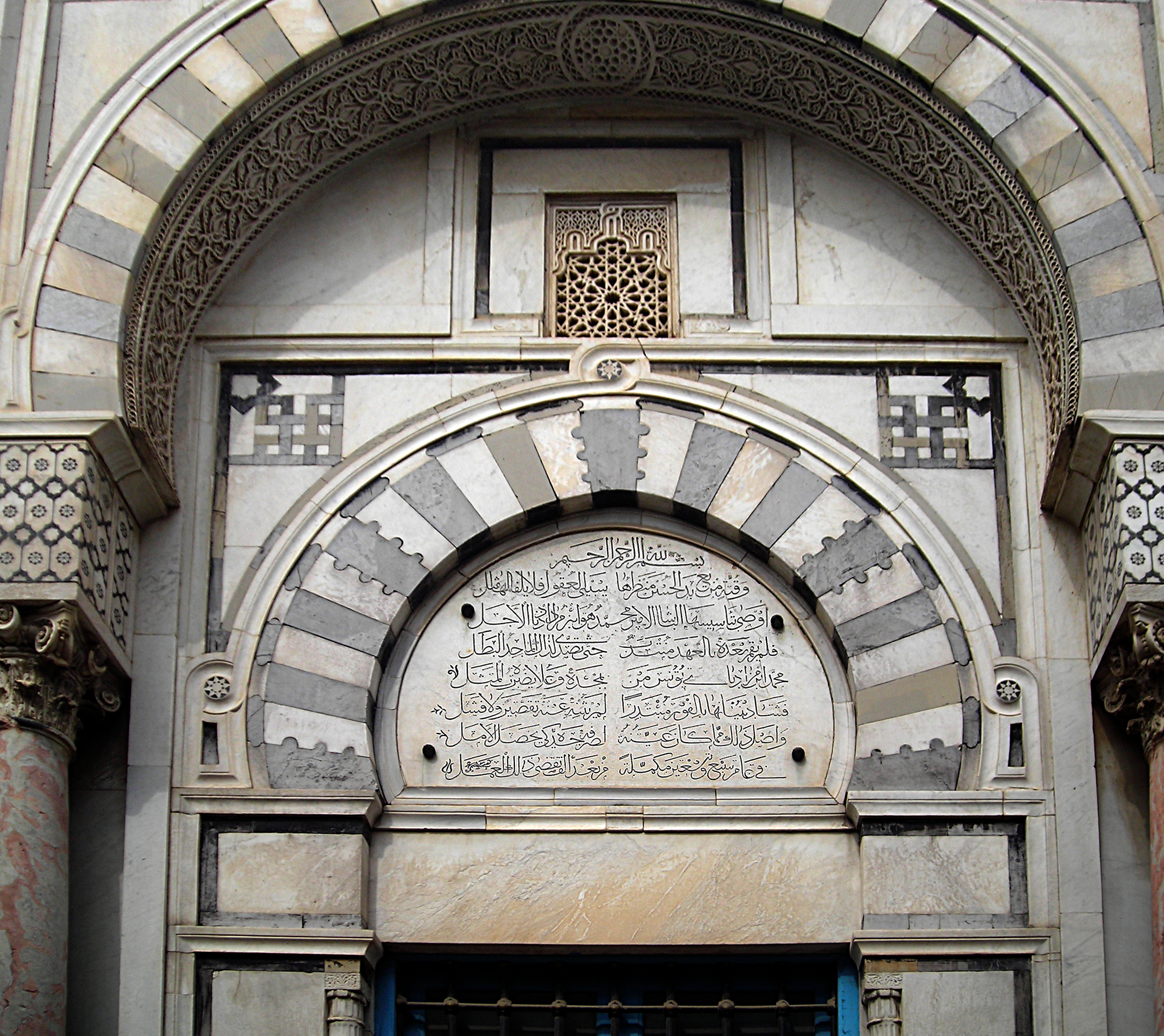
Gros plan sur une partie de la décoration extérieure du mausolée, l'inscription mentionne le bâtisseur (Hammouda Pacha) ainsi que la date de réalisation.

Son père lui fait épouser la très populaire princesse Aziza Othmana, petite fille d'Othman Dey. Son héritage et les biens offerts par Hammouda Pacha constitue le plus important habous du pays ; la totalité des terres est évaluée à près de 90 000 hectares répartis dans tout le pays. Le revenu de ces terres alimente plusieurs fonds de soutien aux indigents de l'hôpital Aziza Othmana, ainsi que l'entretien d'édifices religieux en Tunisie ou dans les villes saintes de l'islam. Une partie seulement est reversée aux descendants d'Aziza Othmana ; il faut attendre 1957 et la dissolution des habous pour voir la liquidation ou la nationalisation des biens d'Aziza Othmana.
Ses épouses successives reflètent plus une volonté d'alliances politiques :
- seconde épouse : Fatma, fille d'une odalisque turque, affranchie d'un certain Hmida Charfi ;
- troisième épouse : Hiziyya, fille du ministre et compagnon de Youssef Dey, Ali Thabet[5], et mère de Mourad II Bey ;
- quatrième épouse : Khadija, fille du caïd Jaafar, un riche corsaire renégat ;
- cinquième épouse : Mira, fille de Mouhamed Askri, cheikh de la tribu des Hannacha (frontière tuniso-algérienne).

En 1663, fatigué par l'âge, il se démet progressivement de son pouvoir au profit de ses trois fils : Mourad II Bey prend la succession beylicale de Tunis, Mohamed el-Hafsi Bey dirige les sandjaks de Kairouan, Sfax, Sousse, Monastir et tous ceux du sud du territoire, et le plus jeune frère Hussein Bey dirige les sandjaks sur la frontière tuniso-algérienne. Hammouda meurt en 1666 au Dar El Bey qu'il avait construit pour être plus proche du peuple.
À sa mort, il est inhumé dans le mausolée situé dans la cour de sa mosquée à l'angle opposé au minaret.

## Sources
- Alphonse Rousseau, Annales tunisiennes ou aperçu historique sur la régence de Tunis, Alger, Bastide, 1864, 571 p. (lire en ligne).